# Polska gonitwa Derby
Polska gonitwa Derby – gonitwa konna typu derby rozgrywana na dystansie 2400m, corocznie od 1939 roku (przerwa w latach 1940–1945) na Torze Wyścigów Konnych Służewiec. Wcześniej odbywała się na warszawskim torze na Polu Mokotowskich. Polski odpowiednik angielskich Derby w Epsom. Jest jedną z najważniejszych gonitw rozgrywanych w Polsce, należy do tzw. Gonitw klasycznych (Nagroda Derby, Nagroda Rulera, Nagroda St.Leger). Do roku 2024 rekord gonitwy należy do Krezusa, który w 1989 wygrał gonitwę w czasie 2'28''.

## Historia
Pierwsze polskie Derby odbyły się w 1896 roku na Polu Mokotowskim. Zwyciężył je koń Wrogard własności śpiewaka operowego Jana Reszkego. Od tego momentu aż do 1938 Nagrodę Derby rozgrywano właśnie na Polu Mokotowskim. Wyjątkiem był okres I WŚ. W latach 1916 i 1919 gonitwy nie rozegrano, a w latach 1917 i 1918 rozstrzygnięto ją na torze w Odessie.
W roku 1939 po otwarciu toru na Służewcu gonitwa została tam przeniesiona. Od tego czasu rozgrywana jest tam corocznie (z przerwą w czasie II WŚ, 1939–1945, 1945 rozegrana była na torze w Lublinie).
Od zawsze rozgrywana jest na dystansie 2400m. Razem z Wielką Warszawską jest najważniejszym wydarzeniem wyścigowym w Polsce. Z racji tego, że należy do gonitw klasycznych jej zwycięzca ma szansę zdobyć tytuł konia trójkoronowanego. Zwycięski koń dekorowany jest błękitną wstęgą. Podobnie jak w czasie gali Derby w Ascot, w czasie polskiej gali rozgrywany jest konkurs kapeluszy damskich.

## Zwycięzcy

### 1894-1938
| Rok           | Koń            | Pochodzenie                  | Jeździec              | Trener             | Hodowca            | Czas     | Liczba startujących koni |
| ------------- | -------------- | ---------------------------- | --------------------- | ------------------ | ------------------ | -------- | ------------------------ |
| 1896          | Wrogand        | Lucillo – Wagonette          | Sharpe                | Bray               | Jan Reszke         | 2'46''   | 4                        |
| 1897          | Claude Frollo  | Master Kildare – Claudie     | Clement               | Bray               | Jan Reszke         | 2'43''   | 9                        |
| 1898          | Atilla         | Ruler – Polly                | Elliot                | Usiondek           | Krasińska          | 2'44''   | 7                        |
| 1899          | Pickwick       | Ruler – Alice Gray           | Clement               | Cetnerski          | Krasińska          | 2'49''   | 8                        |
| 1900          | Smike          | Ruler – Cornaline            | Barker                | Davis              | Krasińska          | 2'44''   | 11                       |
| 1901          | Le Sorcier     | Sorcerer – Lady Mary Anne    | Sloan                 | Metcalf            | Jan Reszke         | 2'52''   | 10                       |
| 1902          | Bravo le Sancy | Le Sancy – Dragee II         | Morgan                | Guillam            | Grabowski          | 2'40''   | 6                        |
| 1903          | Irish Lad      | Galtee More – Lassuk         | Mitchell              | Keen               | Liphardt           | 2'43''   | 10                       |
| 1904          | Karolyi        | Galtee More – Lassuk         | Winkfield             | Keen               | Liphardt           | 2'38''   | 8                        |
| 1905          | Galtee Boy     | Galtee More – Milanaise      | Winkfield             | Usiondek           | Zamoyski           | 2'37''   | 5                        |
| 1906          | Grom II        | Carlton – Tempete            | Parnell               | Coble              | Lubomirscy         | 2'41''   | 5                        |
| 1907          | Uzda           | Ruler – Helim                | Hoar                  | Usiondek           | Krasińska          | 2'43''   | 4                        |
| 1908          | Gavotte        | Galtee More – Vira           | Górecki               | Usiondek           | Łazarew            | 2'42''   | 5                        |
| 1909          | Drzymała       | Sirdar – Distanzritt         | Makarow               | Matczak            | Bloch              | 2'38''   | 4                        |
| 1910          | Kartacz        | Sac a Papier – Namouna       | Beaume                | Zasępa             | Tyszkiewicz        | 2'35''   | 5                        |
| 1911          | Floreal        | Florizel II – Miss Churchill | Butwell               | Usiondek           | Łazarew            | 2'42''   | 5                        |
| 1912          | Gajda          | Pickwick – Equivoque         | Łaks II               | Matczak            | Michalski          | 2'40,5'' | 5                        |
| 1913          | Demosthen      | Darley Dale – Mosquee        | Dugan                 | Usiondek           | Łazarew            | 2'45''   | 4                        |
| 1914          | Dolomit        | Desmond – Miss Churchill     | Dugan                 | Usiondek           | Łazarew            | 2'53     | 4                        |
| 1915          | Divine         | Desmond – Vira               | –                     | Usiondek           | Łazarew            | –        | –                        |
| 1916          | nie rozegrano  | –                            | –                     | –                  | –                  | –        | –                        |
| 1917 (Odessa) | Liège          | Sorrento – Letticia          | Łaks                  | Węgrzynowicz       | Martin             | –        | –                        |
| 1918 (Odessa) | Horoscop       | Horizont II – Actrissa       | –                     | Butkiewicz         | Nolde              | –        | –                        |
| 1919          | nie rozegrano  | –                            | –                     | –                  | –                  | –        | –                        |
| 1920          | Tilly II       | Icy Wind – Mausi             | Górecki               | Jankowski          | Hohenlohe          | 2'38,5'' | 7                        |
| 1921          | Battagalia     | Batailleur – Masandra        | Pasternak             | Paszkiewicz        | Letellier          | 2'40''   | 11                       |
| 1922          | Barbara Belle  | St.Saulge – Barbefosse       | Stolpe                | Tuchołka           | Alvensleben        | 2'35''   | 12                       |
| 1923          | Ryś            | Lohengrin – Polmoodie V      | Magdaliński           | Wełnicki           | Olszowski          | 2'35,5'' | 7                        |
| 1924          | Falstaff       | Fils du Vent – Alpha         | Sulekow               | Cieślak            | Berson             | 2'34,5'' | 10                       |
| 1925          | Forward        | Fils du Vent – Gaff          | Fomienko              | Wełnicki           | Sawicki            | 2'35''   | 14                       |
| 1926          | Brutus         | Morganatic – Bursa           | K. Chatizow           | Matczak            | Ktery-Szepietoów   | 2'38,5'' | 14                       |
| 1927          | Fala III       | Mości Książę – Dźwina II     | Magdaliński           | Gawron             | Stadnina Państwowa | 2'43,5'' | 13                       |
| 1928          | Karat          | Bankar Ocscse – Diamantine   | Kryśko                | Kryśko             | Wysocki            | 2'41''   | 17                       |
| 1929          | Madryt         | Morganatic – Sevilla         | Sakowicz              | Karwacki           | Wężyk              | 2'36,5'' | 13                       |
| 1930          | Bejrut         | Albula – Mea II              | Gołowkin              | Kryśko             | Wysocki            | 2'36''   | 13                       |
| 1931          | Essor          | Bafur – Elaunay              | Magdaliński           | Żuber              | Potocki            | 2'33''   | 10                       |
| 1932          | Hel            | Fils du Vent – Jeanette      | Pasternak             | Kowalski           | Róg                | 2'34''   | 10                       |
| 1933          | Wisus          | Villars – Sevilla            | Fomienko              | Morawski           | Wężyk              | 2'32,5'' | 8                        |
| 1934          | Mat            | Mah Jong – Garonna           | Walenty Stasiak       | Konstanty Chatizow | Stadnina Państwowa | 2'31''   | 8                        |
| 1935          | Impet II       | Rheinwein – Hursyka          | Kazimierz Jagodziński | Kryśko             | Potocki            | 2'35,5'' | 14                       |
| 1936          | Horyń          | Illuminator – Gambia         | Kazimierz Jagodziński | Błaszczak          | Wielopolski        | 2'34''   | 8                        |
| 1937          | Piano          | Bafur – Harmonia             | Marian Jednaszewski   | Paszkiewicz        | Stadnina Państwowa | 2'33''   | 11                       |
| 1938          | Jeremi         | Bafur – Igła                 | Walenty Stasiak       | Konstanty Chatizow | Czarnecki          | 2'36''   | 9                        |

Źródło: „125 lat wyścigów konnych”

### 1939-1960
| Rok           | Koń           | Pochodzenie                                         | Jeździec                | Trener             | Hodowca                              | Czas     | Liczba startujących koni |
| ------------- | ------------- | --------------------------------------------------- | ----------------------- | ------------------ | ------------------------------------ | -------- | ------------------------ |
| 1939          | Colt          | Bafur – Con Amore / Balthazar                       | Zenon Nowak             | Michał Molenda     | Leon Bagniewski, Henryk Broszkiewicz | 2'33''   | 9                        |
| 1945 (Lublin) | Somosierra II | Sunderland – Dusky Queen                            | Władysław Biesiadziński | Kucharski          | A. Budny                             | 2'41,5'' | 8                        |
| 1946          | Bystra II     | Mah Jong – Dziwo II / Morganatic                    | S.Michalczyk            | Matczak            | Roman Kępski                         | 2'40''   | 9                        |
| 1947          | Gniew         | Pasjans – Hańba / Mah Jong                          | Kazimierz Jagodziński   | Pacurko            | J. Broszewski                        | 2'34,5'' | 10                       |
| 1948          | Ruch          | Avanti – Rosa Nera / Nektar                         | Kazimierz Jagodziński   | Dorosz             | Romana Jeżeska                       | 2'39''   | 8                        |
| 1949          | Szczecin      | Tiberius – Solettina / Soldennis                    | Bogobowicz              | Michał Molenda     | W. J. Muchtnig                       | 2'34''   | 8                        |
| 1950          | Good Bye      | Vigorous – Good Luck / Felicitation                 | Marian Jednaszewski     | Józef Dorosz       | J. J. Bailward                       | 2'36''   | 7                        |
| 1951          | Arras         | Rapace – Argiliere / Mont Saint Eloi                | Kazimierz Jagodziński   | S. Michalczyk      | Stanisław Janasz                     | 2'30''   | 8                        |
| 1952          | Wizjer        | Sonnenorden – Via Doria / Viaduct                   | Marian Krysiak          | Pasternak          | Stadnina Koni Kozienice              | 2'32,5'' | 10                       |
| 1953          | Dorpat        | Ettore Tito – Acquasparta / Sans Crainte            | Walenty Stasiak         | Konstanty Chatizow | Stadnina Koni Golejewko              | 2'32,5'' | 10                       |
| 1954          | De Corte      | San II – Dossa Dossi / Spike Island                 | Władysław Biesiadziński | Konstanty Chatizow | Stadnina Koni Golejewko              | 2'31''   | 7                        |
| 1955          | Sombrero      | Łeb w łeb – Somosierra II / Sunderland              | Paszkiewicz             | Lipowicz           | Stadnina Koni Widzów                 | 2'44''   | 10                       |
| 1956          | Laryks        | Łeb w łeb – Liryka ex La Selve / Kings of Trumps II | Walenty Stasiak         | Konstany Chatizow  | Stadnina Koni Widzów                 | 2'33,5'' | 10                       |
| 1957          | Peary         | Sickingen – Polar Ice / Villars                     | Jerzy Jednaszewski      | Michał Molenda     | Stadnina Koni Iwno                   | 2'30''   | 7                        |
| 1958          | Cedric        | Aquino – Cedra / Bozzetto                           | Arkadiusz Goździk       | A. Falewicz        | Stadnina Koni Kozienice              | 2'32'    | 11                       |
| 1959          | Mister Tory   | Aquino – Miss Victory / Berber                      | Biesiadziński           | Paszkiewicz        | Stadnina Koni Widzów                 | 2'34''   | 15                       |
| 1960          | Hippiasz      | Aquino – Hiroszima / Pharis                         | Michał Lipowicz         | Zenon Lipowicz     | Stadnina Koni Iwno                   | 2'35,5'' | 11                       |

Źródło: „125 lat wyścigów konnych”

### 1961-1990
| Rok  | Koń         | Pochodzenie                         | Jeździec                | Trener             | Hodowca                 | Czas                                     | Liczba startujących koni |
| ---- | ----------- | ----------------------------------- | ----------------------- | ------------------ | ----------------------- | ---------------------------------------- | ------------------------ |
| 1961 | Solalii     | Skarb – Solina / Aventin            | Władysław Biesiadzinski | Stawski            | Stadnina Koni Kozienice | 2'35,5''                                 | 13                       |
| 1962 | Humbug      | De Corte – Hulda / Rapace           | Wojtas                  | Stanisław Molenda  | Stadnina Koni Golejewko | 2'36''                                   | 11                       |
| 1963 | Hubert      | De Corte – Hulda / Rapace           | Mieczysław Żuber        | Stanisław Molenda  | Stadnina Koni Golejewko | 2'33''                                   | 10                       |
| 1964 | Demona      | Masis – Dziwożona II / San II       | Mieczysław Mełnicki     | Stefan Michalczyk  | Stadnina Koni Moszna    | 2'32''                                   | 11                       |
| 1965 | Epikur      | Turysta – Epifora / Polade          | Jerzy Jednaszewski      | Stanisław Molenda  | Stadnina Koni Golejewko | 2'32''                                   | 6                        |
| 1966 | Atarax      | Negresco – Atrakcja / Arras         | Bogdan Ziemiański       | Leon Chatizow      | Stadnina Koni Golejewko | 2'31''                                   | 10                       |
| 1967 | Trabant     | Negresco – Tartaria / Turysta       | Vasile Hutuleac         | Leon Chatizow      | Stadnina Koni Golejewko | –                                        | –                        |
| 1968 | Erotyk      | Turysta – Eroika / Aquino           | Vasile Hutuleac         | Stanisław Molenda  | Stadnina Koni Golejewko | –                                        | –                        |
| 1969 | Kadyks      | Taurów – Kwadryga / Pilade          | Jerzy Jednaszewski      | Stanisław Molenda  | Stadnina Koni Golejewko | –                                        | –                        |
| 1970 | Taormina    | Negresco – Tarnogóra / Aquino       | Jerzy Jednaszewski      | Stanisław Molenda  | Stadnina Koni Golejewko | –                                        | –                        |
| 1971 | Daglezja    | Negresco – Dracena / Hirohito       | Vasile Hutuleac         | Andrzej Walicki    | Stadnina Koni Golejewko | 2'38''                                   | 12                       |
| 1972 | Dipol       | Antiquarian – Dostojna / Dorpat     | Stanisław Dzięcina      | Józef Paliński     | Stadnina Koni Widzów    | 2'39''                                   | 10                       |
| 1973 | Dargin      | Melhari – Dorada / De Corte         | Jerzy Jednaszewski      | Stanisław Molenda  | Stadnina Koni Golejewko | 2'32''                                   | 10                       |
| 1974 | Czerkies    | Erotyk – Czeremcha / Merry Minstrel | Jan Filipowski          | Jan Filipowski     | Stadnina Koni Kozienice | 2'30''                                   | 8                        |
| 1975 | Sekwoja     | Tuny – Sarabanda / Aquino           | Mieczysław Mełnicki     | Stanisław Głowacki | Stadnina Koni Iwno      | 2'37''                                   | 11                       |
| 1976 | Iranda      | Deer Leap – Intrada / Dorpat        | Jan Filipowski          | Stanisław Dzięcina | Stadnina Koni Moszna    | 2'33''                                   | 12                       |
| 1977 | Konstelacja | Mehari – Kasjopea / Aquino          | Bolesław Mazurek        | Andrzej Walicki    | Stadnina Koni Golejewko | 2'34''                                   | 11                       |
| 1978 | Kosmogonia  | Mehari – Kasjopea / Aqunio          | Andrzej Tylicki         | Andrzej Walicki    | Stadnina Koni Golejewko | 2'38''                                   | 9                        |
| 1979 | Skunks      | Doryant – Sekunda / Surmacz         | Mieczysław Mełnicki     | Stanisław Dzięcina | Stadnina Koni Kozienice | 2'31''                                   | 12                       |
| 1980 | Sinaja      | Saragan – Serbia / Antiquarian      | Bolesław Mazurek        | Józef Paliński     | Stadnina Koni Widzów    | 2'40''                                   | 10                       |
| 1981 | Demon Club  | Club Horse – Demona / Masis         | Mieczysław Mełnicki     | Stanisław Dzięcina | Stadnina Koni Moszna    | 2'35''                                   | 11                       |
| 1982 | Otmar       | Erotyk – Omara / Mehari             | Albin Rejek             | Józef Paliński     | Stadnina Koni Rzeczna   | 2'38''                                   | 12                       |
| 1983 | Chryston    | Parysów – Christina / Aquino        | Albin Rejek             | Maciej Janikowski  | Stadnina Koni Kozienice | 2'32''                                   | 14                       |
| 1984 | Neman       | Dakota – Narew / Mehari             | Mieczysław Mełnicki     | Stanisław Molenda  | Stadnina Koni Golejewko | 2'33''                                   | 11                       |
| 1985 | Korab       | Kayoon – Konstelacja / Mehari       | Mieczysław Mełnicki     | Andrzej Walicki    | Stadnina Koni Golejewko | 2'31''                                   | 9                        |
| 1986 | Bachus      | Dixieland – Boema / Torpid          | Józef Gęborys           | Stanisław Molenda  | Stadnina Koni Golejewko | 2'31''                                   | 12                       |
| 1987 | Solozzo     | Dixieland – Sonora / Dakota         | Józef Gęborys           | Józef Paliński     | Stadnina Koni Widzów    | 2'29,5'                                  | 11                       |
| 1988 | Diablik     | Dakota – Da Grazia / Negresco       | Stanisław Karkosa       | Ludwik Bujdens     | POHZ Chojnów            | 2'34,5''                                 | 13                       |
| 1989 | Krezus      | Pyjama Hunt – Kresyda / Dersław     | Tomasz Dul              | Mirosław Stawski   | Stadnina Koni Golejewko | 2'28'' (aktualny rekord polskich Derbów) | –                        |
| 1990 | Aksum       | Pyjama Hunt – Addis Abbeba / Dakota | Janusz Kozłowski        | Andrzej Walicki    | Stadnina Koni Golejewko | 2'33''                                   | 13                       |

### 1991-
| Rok  | Koń                     | Pochodzenie                                    | Jeździec              | Trener                     | Hodowca                             | Czas     | Liczba startujących koni |
| ---- | ----------------------- | ---------------------------------------------- | --------------------- | -------------------------- | ----------------------------------- | -------- | ------------------------ |
| 1991 | Kliwia                  | Pyjama Hunt – Knieja / Dakota                  | Janusz Kozłowski      | Andrzej Walicki            | Stadnina Koni Krasne                | –        | 14                       |
| 1992 | Mokosz                  | Unoaprile – Mabell / Behistoun                 | Wiesław Szymczuk      | Piotr Czarniecki           | Stadnina Koni Rzeczna               | –        | –                        |
| 1993 | Durand                  | Juror – Dunkierka / Pyjama Hunt                | Mirosław Pilich       | Dorota Kałuba              | Stadnina Koni Stubno                | 2'29''   | 16                       |
| 1994 | Limak                   | Dixieland – Limeira / Beauvallon               | Bolesław Mazurek      | Dorota Kałuba              | Stadnino Koni Stubno                | –        | 15                       |
| 1995 | Numerous                | Who Knows – Normandia / Mehari                 | Piotr Słobodzian      | Grzegorz Witold Wróblewski | Stadnina Koni Moszna                | 2'30''   | 17                       |
| 1996 | Wonderful               | Most Welcome – Wallah Wassl / Great Nephew     | Mirosław Pilich       | Andrzej Walicki            | Drei W Stut Farm                    | 2'29,5'' | 13                       |
| 1997 | Mustafa (siwy)          | Winds of Light – Muscari / Euro Star           | Tomasz Dul            | Dorota Kałuba              | Stadnina Koni Studno                | 2'37,8'' | 17                       |
| 1998 | Arctic                  | Arctic Tern – Fiasco Argento / Silver Hawk     | Tomasz Dul            | Dorota Kałuba              | Patrick Chedeville                  | 2'38''   | 9 (1 zdyskwalifikowany)  |
| 1999 | Country Club            | Suave Dancer – Cut No Ice / Great Nephew       | Rumen Ganczew-Pamczew | Sławomir Walotek           | C. F. van Straubenzee               | 2'29,4'' | 13                       |
| 2000 | Dżamajka                | Juror – Dżamira / Rutilio Rufo                 | Tomasz Dul            | Bogdan Strójwąs            | Stadnina Koni Widzów                | 2'30,2'' | 20                       |
| 2001 | Kombinacja              | Jape – Komańcza / Dakota                       | Emil Zahariev         | Bolesław Mazurek           | Stadnina Koni Jaroszówka            | 2'30,3'' | 14                       |
| 2002 | Dancer Life             | Professional – Dyktatorka / Kastet             | Janusz Kozłowski      | Andrzej Walicki            | M. Pokrywka                         | 2'28''   | 14                       |
| 2003 | Joung Islander          | Tioman Island – Joung girl / Valiant Heart     | Jerzy Ochocki         | Mieczysław Mełnicki        | Polska Korporacja Inwestycyjna SA   | 2'32,6'' | 14                       |
| 2004 | Montbard (przesuniecie) | Llandaff – Magneta / Jape                      | Tomasz Dul            | Maciej Janikowski          | Stadnina Koni Moszna                | 2'28,3'' | 14                       |
| 2005 | Dżesmin                 | Professional – Dżakarta / Aprizzo              | Aleksander Reznikov   | Andrzej Walicki            | M. Pokrywka                         | 2'29,4'' | 19                       |
| 2006 | Kamerdyner              | Country Club – Karioka / Unblest               | Jean Pierre Lopez     | Michał Romanowski          | Stadnina Koni Strzegom              | 2'31,9'' | 11                       |
| 2007 | San Moritz              | Roulette – Santa Monika / Who Knows            | Piotr Piątkowski      | Andrzej Walicki            | Stadnina Koni Widzów                | 2'28,1'' | 15                       |
| 2008 | Ruten                   | El Prado – Rash / Miswaki                      | Jiri Palik            | Dorota Kałuba              | R. Spiegel                          | 2'31,6'' | 16                       |
| 2009 | Soros                   | Ecosse – Sordina / In Camera                   | Piotr Piątkowski      | Małgorzata Łojek           | T.Sobierajski                       | 2'43,2'' | 13                       |
| 2010 | Infamia                 | Tempelwächter – Infanteria / Jape              | Martin Srnec          | Krzysztof Ziemiański       | Stadnina Koni Jaroszówka            | 2'30,6'' | 18                       |
| 2011 | Intens                  | Belenus – Inicjatywa / Juror                   | Tomas Lukašek         | Krzysztof Ziemiański       | R. Piwko                            | 2'32,2'' | 17                       |
| 2012 | Natalie of Budysin      | Martillo – Nobile Lady / Silvano               | Szczepan Mazur        | Adam Wyrzyk                | H. J. Gartner                       | 2'29,1'' | 16                       |
| 2013 | Patronus                | Ecosse – Princess Of Java / Java Gold          | Piotr Piątkowski      | Andrzej Walicki            | A. Zieliński                        | 2'28,6'' | 13                       |
| 2014 | Greek Sphere            | High Chaparral – Night Sphere / Night Shift    | Tomas Lukašek         | Andrzej Walicki            | J. Hanly                            | 2'31,9'' | 15                       |
| 2015 | Va Bank                 | Archipenko – Vinales / Dilshaan                | Per Anders Graberg    | Maciej Janikowski          | Airlie Stud                         | 2'30,9'' | 14                       |
| 2016 | Caccini                 | American Post – Courances / Simon du Desert    | Tomas Lukašek         | Adam Wyrzyk                | Bloodstock Agency Ltd, M.-F. Mathet | 2'34,2'' | 14                       |
| 2017 | Bush Brave              | Bushranger – Moriches / Alhaarth               | Tomas Lukašek         | Wojciech Olkowski          | E. Banahan                          | 2'31,2'' | 17                       |
| 2018 | Fabulous Las Vegas      | Air Chief Marchal – Coleene / King’s Best      | Szczepan Mazur        | Krzysztof Ziemiański       | R. Reveillere i V. Teillard         | 2'31,1'' | 18                       |
| 2019 | Nemezis                 | Sea The Stars – Rezyana / Redoute’s Choice     | Fergus Sweeney        | Andrzej Walicki            | R. Coleman                          | 2'29,6'' | 16                       |
| 2020 | Night Thunder           | Nathaniel – Memories of Summer                 | Szczepan Mazur        | Adam Wyrzyk                | J. Kennedy                          | 2'31,4'' | 12                       |
| 2021 | Guitar Man              | Galileo – Beauty Bright / Danehill             | Joanna Wyrzyk         | Adam Wyrzyk                | Coolmore                            | 2'38,7'' | 13                       |
| 2022 | Jolly Jumper            | Free Eagle – Laura’s Oasis / Oasis Dream       | Szczepan Mazur        | Maciej Jodłowski           | M. Enright                          | 2'29,8'' | 17                       |
| 2023 | Westminster Moon        | Sea The Moon - My Daydream / Oasis Dream       | Sanzhar Abaev         | Maciej Janikowski          | Kenilworth House Stud               | 2'29,0"  | 15                       |
| 2024 | Magnezja                | Phoenix of Spain - Soothing Anthem / Australia | Per Anders Graberg    | Maciej Janikowski          | Sabah Mubarak Al Sabah              | 2'32''   | 19                       |

## Rekordy zwycięstw
Wśród trenerów najwięcej razy zwyciężył Andrzej Walicki (13 razy), drugie miejsce w klasyfikacji zajmuje Stanisław Molenda (9 razy).
Wśród jeźdźców rekordzistą jest Mieczysław Mełnicki (6 razy), drugie miejsce ex aequo zajmują Tomasz Dul, Jerzy Jednaszewski oraz Kazimierz Jagodziński, którzy wygrali 5 razy.
Najwięcej derbistów wyhodowała Stadnina Koni w Golejewku. Ich konie zdobywały „błękitną wstęgę” aż 19 razy.